# Golden Corral
Golden Corral est une chaîne américaine de restaurants connue pour ses buffets à volonté et ses grillades.
Fondée en 1973, son siège social est situé à Raleigh. L'entreprise compte près de 500 points de vente.